# Beschorneria tubiflora
Beschorneria tubiflora ist eine Pflanzenart aus der Gattung Beschorneria in der Unterfamilie der Agavengewächse (Agavoideae). Das Artepitheton tubiflora leitet sich von den lateinischen Worten tubus für ‚Röhre‘ sowie -florus für ‚-blühend‘ ab.

## Beschreibung
Beschorneria tubiflora wächst stammlos oder bildet kurze Stämme. Ihre Rosetten bestehen aus zwölf bis 20 Laubblättern. Die schopfartigen Laubblätter sind etwas zurückgebogen, linealisch, an ihrer Basis verdickt und dreieckig. Unterhalb der Mitte verschmälern sie sich in einen flachen und dicken falschen Blattstiel. Die Blätter laufen lang oder spitz zu, sind auf beiden Seiten rau und besitzen feine Längsstreifen. Die glauk-grüne bis stark glauke Blattspreite ist etwa 30 bis 60 Zentimeter lang und 2,5 bis 5 (selten bis 6,25) Zentimeter breit. Die Blattränder sind gezähnelt.
Der Blütenstand erreicht eine Höhe von etwa 100 bis 120 Zentimeter. Der leuchtend rotpurpurne Schaft endet in einer aufrechten, einfachen Traube. Die bis zu zwölf lanzettlichen Brakteen sind purpurrot. Die hängenden Blüten stehen zu zweit bis zu viert zusammen. Ihre freien Perigonblätter sind bis zu 25 Millimeter länger als die Staubblätter. Sie sind rötlich grün oder bräunlich grün oder purpurfarben und rot. Ihre Außenseite ist kahl. Der Fruchtknoten ist bis zu 12 Millimeter lang.
Über die Früchte und Samen ist nichts bekannt.
Die Chromosomenzahl beträgt 2n = 60.

## Systematik und Verbreitung
Beschorneria tubiflora ist in den mexikanischen Bundesstaaten San Luis Potosí und Hidalgo im Kiefern-Eichenwald verbreitet. 
Die Erstbeschreibung als Furcraea tubiflora durch Karl Sigismund Kunth und Carl David Bouché wurde 1847 veröffentlicht. Karl Sigismund Kunth stellte die Art 1850 in die Gattung Beschorneria. In die Art als Synonym einbezogen werden Beschorneria toneliana Jacobi (ohne Jahr) und Beschorneria tonelii Jacobi (1874).

## Nachweise